# رئیس ستاد نیروی هوایی پاکستان
رئیس ستاد نیروی هوایی پاکستان (انگلیسی: Chief of the Air Staff) ارشدترین جایگاه در نیروی هوایی پاکستان است، که فرماندهی و کنترل کلیهٔ یگان‌های عملیاتی، اداری، رزمی، لجستیکی و آموزشی در نیروی هوایی این کشور را برعهده دارد
رئیس ستاد نیروی هوایی پاکستان یک مقام قانونی است که توسط یک مارشال ارشد هوایی در نیروی هوایی پاکستان اداره می‌شود و توسط نخست‌وزیر پاکستان با تأیید نهایی رئیس‌جمهور پاکستان منصوب می‌شود.
رئیس ستاد هوایی، یک مقام نظامی ارشد در نیروهای مسلح پاکستان است که عضو ارشد کمیته ستاد مشترک می‌باشد و مشاوره لازم را به رئیس کمیته مشترک نیروهای مسلح پاکستان ارائه می‌دهد تا به‌عنوان مشاور اصلی نظامی نخست‌وزیر و دولت غیرنظامی آن در راستای دفاع و حراست از حریم هوایی و مرزهای هوایی کشور عمل کند.